# Attilan
Attilan es una ciudad ficticia de Marvel Comics, en donde vive la civilización oculta de los Inhumanos.Es conocida también como El Gran Refugio.

## Historial de publicaciones
Fue creada por Stan Lee y Jack Kirby en Fantastic Four vol. 1 #47. 

## Historia
Hace 50.000 años, Attilan, la Isla de los Dioses, era una ciudad tecnológicamente avanzada, ubicada en el Océano Atlántico Norte, en la cual estuvo localizada por siglos.Su localización les permitía a los Inhumanos vivir apartados de la humanidad, hasta que en el siglo XX el alto desarrollo tecnológico de los seres humanos hacía peligrar la existencia secreta del Gran Refugio. Con la ayuda de Los Eternos encontraron un sitio en lo profundo del Himalaya, y gracias a las habilidades de los mismos sobre la materia pudieron transportar la ciudad entera por el aire hasta su nueva localización. 
Phadion y Rhaya fueron exiliados de la isla por oponerse a Kadir, junto con Tuk,heredero de Attilan, posiblemente su hijo,y el primer descendiente de los Inhumanos. Tuk vivió entre los mortales, y su código genético se transmitió de generación en generación, aumentando la suspicacia de los humanos comunes a la mutación.
Es en esta segunda localización que los 4 Fantásticos descubren la existencia de la misma, aunque su aventura terminaría con Maximus el Loco encerrando la ciudad en una cúpula indestructible. Eventualmente, Rayo Negro la destruiría. 
Los Inhumanos pronto comenzaron a verse amenazados por la creciente contaminación del mundo, y transportaron la ciudad al Área azul de la Luna, la cual posee su propia atmósfera. Tuvieron que escapar apresuradamente cuando Nathaniel Richards destruyó accidentalmente el hogar del Vigilante y la atmósfera se perdió. Los 4 Fantásticos, con la ayuda de Scott Lang, lograron reducir a la ciudad y sus habitantes hasta el tamaño de un frasco, con el cual pudieron ingresarla en su nave. En aquellos momentos tenía lugar una gran crisis que involucraba el alzamiento de Atlantis a la superficie por obra de la hechicera Morgan Le Fay, y luego de pasar por muchas manos la ciudad embotellada volvió a crecer sobre la Isla en donde estaba Atlantis. 
Rayo Negro engañó a los Inhumanos y llevó la ciudad de regreso al Himalaya, y luego fue llevada al espacio por los Kree, quienes intentaron usarla como arma. Finalmente volvió a situarse en la Luna. 
Más recientemente, Attilan fue destruido durante los eventos de Infinity por Rayo Negro cuando detonó la bomba de Terrigen, los restos de Attilan fueron usados por Medusa que se iban encontrando para reconstruir con ellos, New Attilan, la nueva base de los Inhumanos situada en el Río Hudson.

## En otros medios

### Televisión

#### Animación
- Atillan aparece en la serie Los 4 Fantásticos (1978), episodio "Medusa and the Inhumans". Esta ciudad está gobernada solamente por Medusa.
- Atillan aparece en la serie Los 4 Fantásticos (1994), en los episodios de tres partes, "Inhumanos Saga". La ciudad está gobernada por Maximus, luego de provocar la amnesia a Medusa y que la familia real fuera a buscarla. Después de que los 4 Fantásticos y la familia real se unieron para derrocar a Maximus, éste hizo encerrar a toda la ciudad en una barrera impenetrable. En el episodio "The Sentry Sinister", la ciudad es destruida por Rayo Negro, luego de destruir la barrera al tratar de salvar a los Inhumanos.
- Atillan aparece en la primera temporada de Hulk and the Agents of S.M.A.S.H., episodio 22, "Naturaleza Inhumana".[8]Crystal lleva a A-Bomb, quién se enamora de ella, Hulk, Hulk Rojo, She-Hulk y Skaar lo rastrean y se encuentran con los Inhumanos al ser apresados, pero son liberados para ayudarlos a detener a Máximus, quién usa un arma que planea destruir a la humanidad. Al fallar, Atillan se encerró en una barrera por Maximus que protege a la ciudad Attilan, desde el resto del mundo, pero al final la barrera es destruida por Rayo Negro.
- Atillan aparece en la tercera temporada de Ultimate Spider-Man: Web Warriors, episodio 20, "Inhumanidad".[9]La ciudad está controlada por Maximus como rey para destruir a la humanidad. Pero Spider-Man y Tritón lo vencieron y con ayuda de Rayo Negro, Atillan retrocedió.
- Atillan aparece en la primera temporada de Guardians of the Galaxy, episodio 12, "La Plaga Terrígena",[10]cuando Ronan el Acusador hace un trato con Máximus usando cristales terrígenos con los Inhumanos y en el episodio 21, "El Toque Inhumano", los Guardianes de la Galaxia van nuevamente a Attilan para hablar con Máximus sobre la ubicación de la Semilla Cósmica, hasta que planea escapar de su celda en controlarla y destruir cualquier planeta cercano.[11]
- Atillan aparece en la tercera temporada de Avengers: Ultron Revolution, episodio 9, "Inhumanos entre Nosotros", se dice que Hulk sabe de ellos, al llegar la Familia Real de Inhumanos de enfrentar a los Vengadores y los ayudan a detener la plaga Terrigena de Alphas Primitivos y de un emergido inhumano llamado Inferno. En el episodio 10, "La Condición Inhumana",[12]la ciudad Atillan es tomada por Ultron y usando a los Inhumanos de crear un arma peligrosa en la Tierra y al final, la niebla se esparce en la Tierra y Atillan aterriza para buscar a nuevos Inhumanos. En "Civil War, Parte 1: La Caída de Attilan", luego de que los Vengadores apresan a Máximus y llevarlo a Attilan, este provoca que Inferno enfurezca y destruya todo Attilan. Truman Marsh sigue adelante con la Ley de Registro de Inhumanos donde los Inhumanos tendrán discos de inscripción que se les imponen después de la destrucción de Atillan. Al final de "Civil War, Parte 4: La Revolución de los Vengadores", Attilan es reconstruido nuevamente. En la temporada 5, llamado Avengers: Black Panther's Quest, episodio "Las Nieblas de Attilan", Pantera Negra lleva a Ms. Marvel en una misión a Attilan.
- Attilan aparece en la segunda temporada de Marvel Future Avengers. Tras un brote de la Niebla Terrigena, los Inhumanos reclaman la custodia de los afectados y los llevan a Attilan. Como resultado, los Vengadores, los Futuros Vengadores y Ms. Marvel intentan negociar la paz entre la Tierra y Attilan para reunir a los secuestrados con sus familias en la Tierra.

#### Acción en vivo
- En la serie Agents of S.H.I.E.L.D., a mediados de la segunda temporada, Gordon, un Inhumano, le revela a la ya transformada, Raina que existe una isla no explorada por el hombre donde viven Inhumanos, dando a entender que se refiere a Attilan, siendo esta su primera referencia en el Universo Cinematográfico de Marvel y un apoyo para aparecer en la serie de Inhumanos a finales de 2017. El "Más Allá", es el hogar de los Inhumanos en la Tierra ubicado en la cordillera de las montañas de China y está aislado de la sociedad y liderado por ancianos Inhumanos y Jiaying antes de su colapso durante la guerra con S.H.I.E.L.D. similitud con la versión "El Gran Refugio" de Attilan, que también se encuentra en la cordillera de las montañas de China.
- Se confirmó que Marvel producirá una serie de televisión, Inhumans, prevista para ser estrenada en 2017. En algún momento de la historia, una civilización de Inhumanos decidió abandonar la Tierra para colonizar en la Luna. Construyeron la ciudad de Attilan en una cúpula protectora, protegiéndola y manteniendola oculta de los humanos y los Kree. Después de la desaparición de Tritón, Maximus comenzó la revolución apoderándose de Atillan y haciendo que la familia real (Rayo Negro, Medusa, Gorgon, Karnak, Crystal y Lockjaw) escapara a la Tierra y enviara a sus aliados a perseguirlos. En el final de la serie, la cúpula protectora de Attilan había sido comprometida por el plan de Maximus de retener el control y finalmente colapsó. Afortunadamente, la familia real pudo organizar una evacuación a la Tierra para salvar a la gente de Attilan, con la ayuda de la NASA. La destrucción de Attilan pareció enviar una señal a Hala, o posiblemente a otro puesto avanzado de Kree. Esto puede indicar el peligro inminente que Rayo Negro advirtió a Medusa. Con la ayuda de los humanos, Rayo Negro y Medusa llevaron a los Inhumanos a construir un nuevo Attilan en la Tierra.